# Vandène
Die Vandène (auch Avant-Dheune genannt) ist ein Fluss in Frankreich, der in der Region Bourgogne-Franche-Comté verläuft. Sie entspringt unter dem Namen Pichotot bei der Ferme de Brully, im nördlichen Gemeindegebiet von Saint-Romain, entwässert generell Richtung Ostsüdost und mündet nach rund 24 Kilometern an der Gemeindegrenze von Chevigny-en-Valière und Saint-Gervais-en-Vallière als linker Nebenfluss in die Dheune.
Die Vandaine passiert in ihrem Lauf hauptsächlich das Département Côte-d’Or und bildet auf den letzten etwa sechs Kilometern die Grenze zum benachbarten Département Saône-et-Loire. Südlich von Beaune quert der Fluss eine Hauptverkehrsachse mit der Autobahn A31 und der Bahnstrecke Paris–Marseille.

## Orte am Fluss
(Reihenfolge in Fließrichtung)
- Pommard
- Bligny-lès-Beaune
- La Borde au Bureau, Gemeinde Montagny-lès-Beaune
- Sainte-Marie-la-Blanche
- Saint-Loup-Géanges
- La Borde au Château, Gemeinde Meursanges
- Chevigny-en-Valière